# پریویلیا
شهر پریویلیا (به روسی: Привілля) در استان لوهانسک در کشور اوکراین واقع شده‌است. جمعیت این شهر ۹٬۰۰۴ نفر  است.